# Tôm nõn

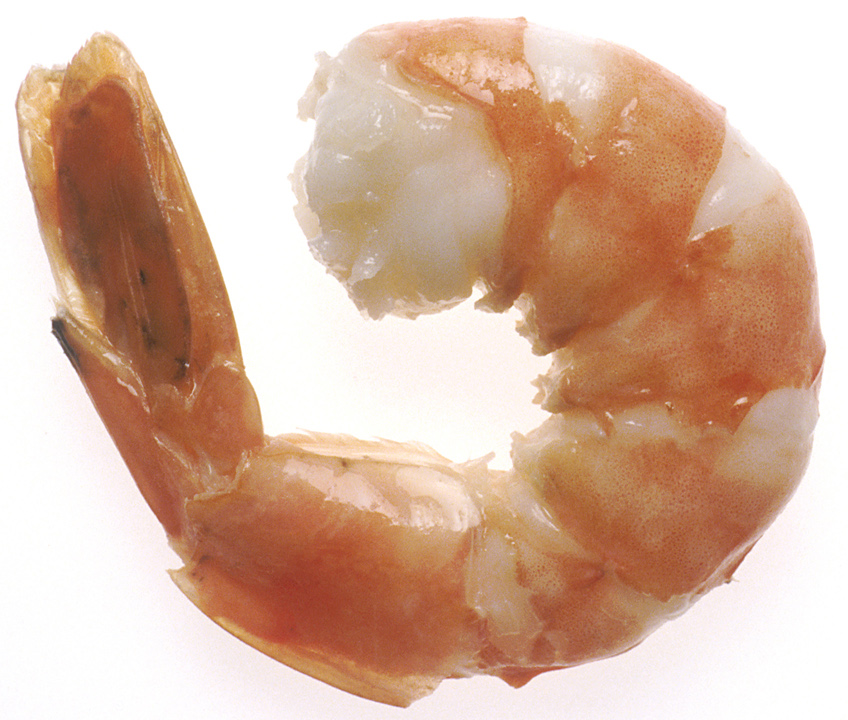
Nõn tôm

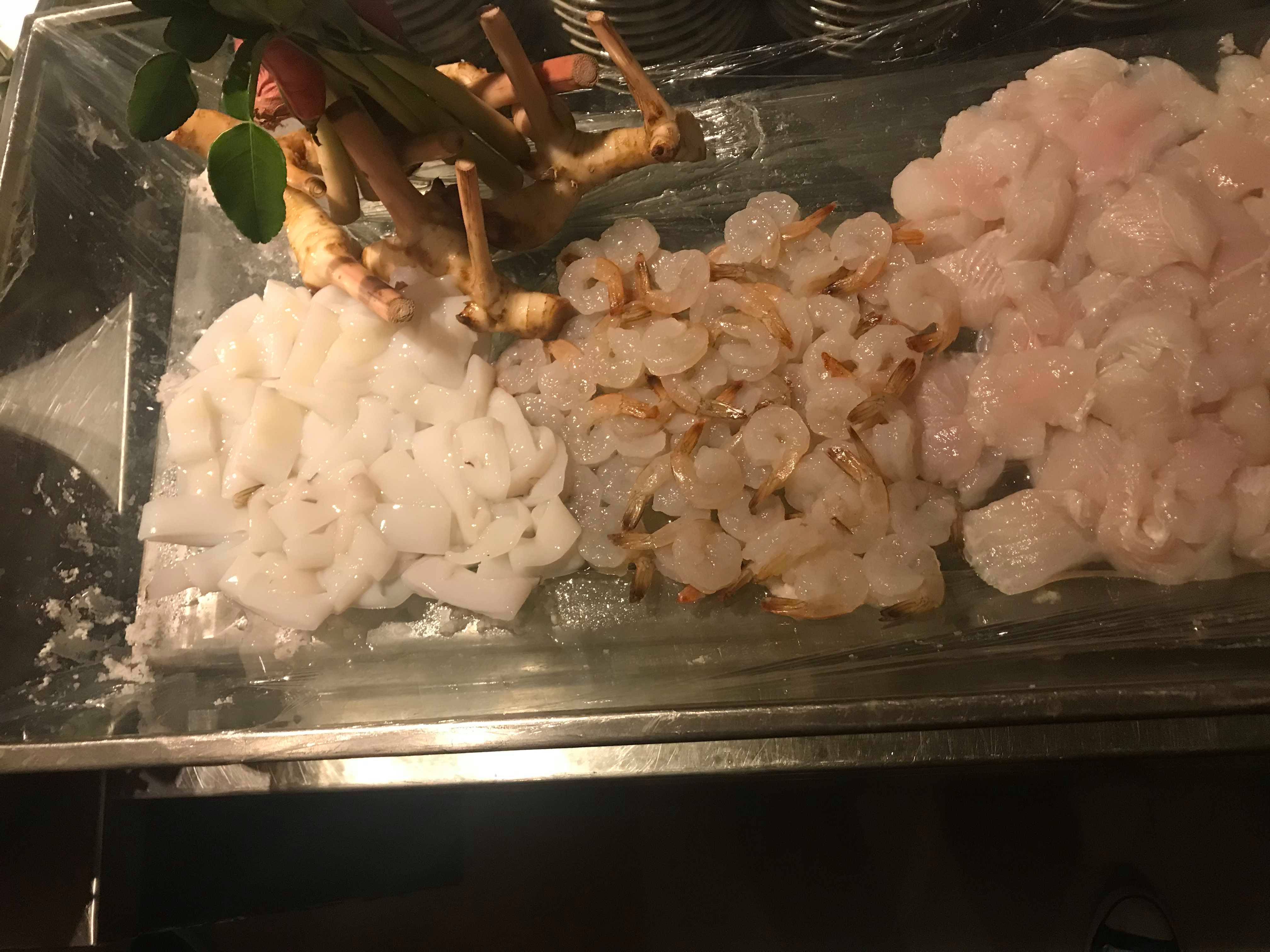

Tôm nõn được làm từ tôm sú tươi, bóc sạch vỏ, cắt bỏ đầu rồi phơi khô sạch nước dưới nắng mặt trời (ở một số địa phương phát triển còn dùng máy sấy tôm để đạt năng suất cao), tuy nhiên theo các ngư dân lành nghề thì tôm phơi dưới nắng biển mới có được mùi vị đậm đà thơm ngon nhất mà không mất đi nhiều chất dinh dưỡng vốn có của tôm tươi. Theo đông y, tôm nõn có tác dụng rất tốt cho sức khỏe sinh lý nam giới (bổ dương).
Tôm nõn là loại đặc sản rất được yêu thích ở các tỉnh ven biển Việt Nam như Đà Nẵng, Quảng Ninh, Hải Phòng, Nha Trang. Tôm nõn thường được dùng để chế biến các món ăn ngon, đặc biệt là vào mùa hè vì tính chất thanh mát giải nhiệt, có thể liệt kê ra các món như: canh bầu nấu tôm nõn, cơm tôm nõn (tôm nõn băm nhỏ, xao lên như ruốc tôm, ăn kèm với cơm trắng), bún xào tôm nõn, tôm nõn chưng sốt cà...rất lạ miệng và đưa cơm, nhất là trẻ nhỏ.
Theo kinh nghiệm của dân vùng biển, cách lựa tôm nõn ngon là phải lựa lứa tôm đều con, không cần quá to nhưng phải nguyên con, không chọn mua tôm vụn (phơi, sấy từ tôm chết), có màu đỏ phớt nhẹ (màu đỏ rực rất dễ là phẩm màu), khi ngâm vào nước nở đều và mềm chứ không cứng.